# クルクマ・シャローム
クルクマ・シャローム（学名、Curcuma alismatifolia）はクルクマ・アリスマティフォリアの俗称として知られる。単にクルクマとも。東南アジア原産で、タイの北部やカンボジアなどに分布する、ショウガやウコンの仲間。花が美しく日本では主に観賞用として用いられる。
原産国のタイでは特にチャイヤプーム県のパー・ヒンガーム国立公園の自生が特に有名で、同県の県花にもなっている。現地では特にクラチアオ（กระเจียว）、カミンコーク（ขมิ้นโคก）、ドークアーオ（โดกอาว、北部方言）などと呼ばれ、観賞用としてよりも、むしろ根をカレー粉として使ったり、薬用として用いたりする。
日本では、大阪花博覧会で出品されて以来、タイから球根が輸入され観賞用として広く栽培されるようになった。30℃以上で発芽し、室内でも栽培することが出来る。また切り花としても使われる。